# King Sterndale
King Sterndale är en civil parish i Storbritannien.   Den ligger ii distriktet High Peak i grevskapet Derbyshire i England, i den södra delen av landet, 220 km nordväst om huvudstaden London. Antalet invånare är 133.